# Nello Corti
Nello Corti (Prato, 10 dicembre 1898 – 18 agosto 1971) è stato un calciatore italiano, di ruolo difensore.

## Carriera
Nella stagione 1920-1921 ha giocato 13 delle 14 partite disputate complessivamente dal Prato nel campionato di Prima Categoria, la massima serie dell'epoca, mentre l'anno successivo disputa altre 10 gare, con la squadra che retrocede nel campionato di Seconda Divisione, in cui Corti gioca 8 partite.
Nelle due stagioni successive il Prato gioca nelle serie minori toscane, e Corti disputa complessivamente 36 gare.
Nella stagione 1926-1927 la squadra toscana partecipa al campionato di Prima Divisione, la seconda serie di quegli anni, dove rimarrà fino al 1928; nell'arco di queste due stagioni Corti gioca in totale altre 18 partite con la squadra toscana.
Nella stagione 1928-1929 raccoglie 2 presenze nel campionato di Divisione Nazionale, ovvero la massima serie di quel periodo.
Per l'annata successiva il Prato viene assegnato al nascente campionato di Serie B, torneo in cui Corti giocherà 29 partite, non riuscendo ad evitare la seconda retrocessione consecutiva della squadra biancoazzurra, con cui disputa 16 partite nella Prima Divisione 1930-1931.
In carriera ha giocato 25 partite nei vari campionati di massima serie italiana ed altre 55 in campionati di seconda serie, totalizzando complessivamente 152 presenze con la maglia del Prato.

## Palmarès

### Club

#### Competizioni regionali
- Campionato italiano di terza divisione: 1

Prato: 1924-1925